# Augusta Braunerhjelm
Beata Fredrika Augusta Braunerhjelm, född 2 november 1839 på Lundås i Edebo socken, Uppland, död där 25 september 1929, var en svensk författare, dramatiker och journalist.

## Biografi
Braunerhjelms föräldrar var kammarherren Samuel August Braunerhielm och grevinnan Sofia Eleonora Fredrika Taube. Hon hade fyra syskon och förblev ogift. Axel Braunerhjelm var hennes brorson. Hon är främst känd för sitt debutverk komedin Kusinerna, som hade premiär på Dramaten i Stockholm 1870. Den blev Dramatens succéprogram för många säsonger framåt och spelades ett femtiotal gånger. Hon berömdes särskilt för sina karaktärsbeskrivningar. Hon fick Svenska akademiens andra pris för tragedin Kåre 1879.
Braunerhjelm företog hälsoresor till Italien 1877–1881 och bevakade världsutställningen i Chicago för Sydsvenska dagbladet 1892–1893.

### Digitaliserade manuskript
- Hvem? : pjäs i tre akter. 1879. Libris 13913191. http://www.dramawebben.se/pjas/hvem
- Kusinerna : dramatisk teckning. 1879. Libris 13913679. http://www.dramawebben.se/pjas/kusinerna
- Kåre : skådespel i fyra akter. 1879. Libris 13913193. http://www.dramawebben.se/pjas/kare